# Aleksandr Iwanow (zapaśnik)
Aleksandr Nikołajewicz Iwanow (ros. Александр Николаевич Иванов; ur. 10 stycznia 1951 w Czuonski) – radziecki zapaśnik, wicemistrz olimpijski i Europy w stylu wolnym.
Treningi zapaśnicze Iwanow rozpoczął w 1966 roku. W połowie lat 70. reprezentant ZSRR na arenie międzynarodowej. W kategorii do 52 kg zdobył wicemistrzostwo olimpijskie w Montrealu (1976), wicemistrzostwo Europy (1977) oraz trzecie miejsce w Pucharze Świata w 1978. Dwukrotny mistrz ZSRR (1974, 1976). Po zakończeniu kariery został działaczem sportowym, był przewodniczącym Instytutu Wychowania Fizycznego w Czurapczy w Jakucji (wydział sportów walki), potem piastował funkcję dyrektora szkoły sportowej w mieście Mirny. 